# Гукер (гора)
Гукер (англ. Mount Hooker) — гора, округла вершина, висотою 3835 метрів над рівнем моря, за іншими джерелами має висоту 3800 м. Розташована за 2,9 км на південь — південний схід від гори Лістер у гірському хребті Королівського товариства землі Вікторія, в Антарктиді. Маючи відносну висоту 462 метри (менше 500 м) не є самостійною вершиною і належить як і сусідня гора Ропер (3660 м) до гірського масиву вищої, гори Лістер.

## Історія
Гору відкрила Британська національна антарктична експедиція, 1901—1904 років під командою військового моряка, капітана Роберта Скотта, яка назвала її на честь британського ботаніка, мандрівника та дослідника Антарктиди, сера Джозефа Далтона Гукера.